# Kelet-afrikai szirtiborz
A kelet-afrikai szirtiborz (Heterohyrax brucei) az emlősök (Mammalia) osztályának az előpatások (Hyracoidea) rendjébe, ezen belül a szirtiborzfélék (Dendrohyrax) családjába tartozó faj.

## Előfordulása
A száraz szavannát és a sziklás területeket kedvelik, csak Afrikában fordulnak elő.
Angola, Botswana, Burundi, a Dél-afrikai Köztársaság, a Kongói Demokratikus Köztársaság, Eritrea, Etiópia, Kenya, Malawi, Mozambik, Namíbia, Ruanda, Szomália, Szudán, Tanzánia, Uganda, Zambia és Zimbabwe területén honos.

## Alfajai
- Heterohyrax brucei albipes
- Heterohyrax brucei antineae
- Heterohyrax brucei bakeri
- Heterohyrax brucei bocagei
- Heterohyrax brucei brucei
- Heterohyrax brucei chapini
- Heterohyrax brucei dieseneri
- Heterohyrax brucei frommi
- Heterohyrax brucei granti
- Heterohyrax brucei hindei

## Általános jellemzői
Testhossza 45 centiméter. A kifejlett példányok súlya 2,4-3,6 kilogramm közötti. Lábaik rövidek, farkuk csökevényes, fülük kerek. Szőrük a szárazabb régiókban szürkés, a nedvesebb területeken vöröses barna. Szőrzetük sűrű, 305–380 mm közötti. Mancsaik különlegesek, ugyanis tapadókorong szerűen tudják használni a talp-párnáikat, amivel még a függőleges sziklákon is tudnak mozogni. A talpukat mirigyek tartják nedvesen, és egy speciális izom be szívóhatást keltve be tudja húzni a párna közepét. A szemükben van egy speciális hártya, ami segítségével képesek a nap felé is látni, ami előny a ragadozók megtalálásában, miközben a napon sütkéreznek. A száraz környezetben létkérdés, hogy veséjük a vizet hatékonyan szűrje. Emiatt vizeletük annyira koncentrált, hogy vizeletfoltjaik kristályos lerakódásokként észlelhetőek.

## Életmódja
A természetben 10-14 éves kort ér meg. 16-28 hónapos koruk között lesznek ivarérettek. Átlagosan két kölyök születik, legfeljebb négy. A kicsik szőrrel, kinyíló szemmel születnek, és órákon belül képesek követni szüleiket.

## Képek

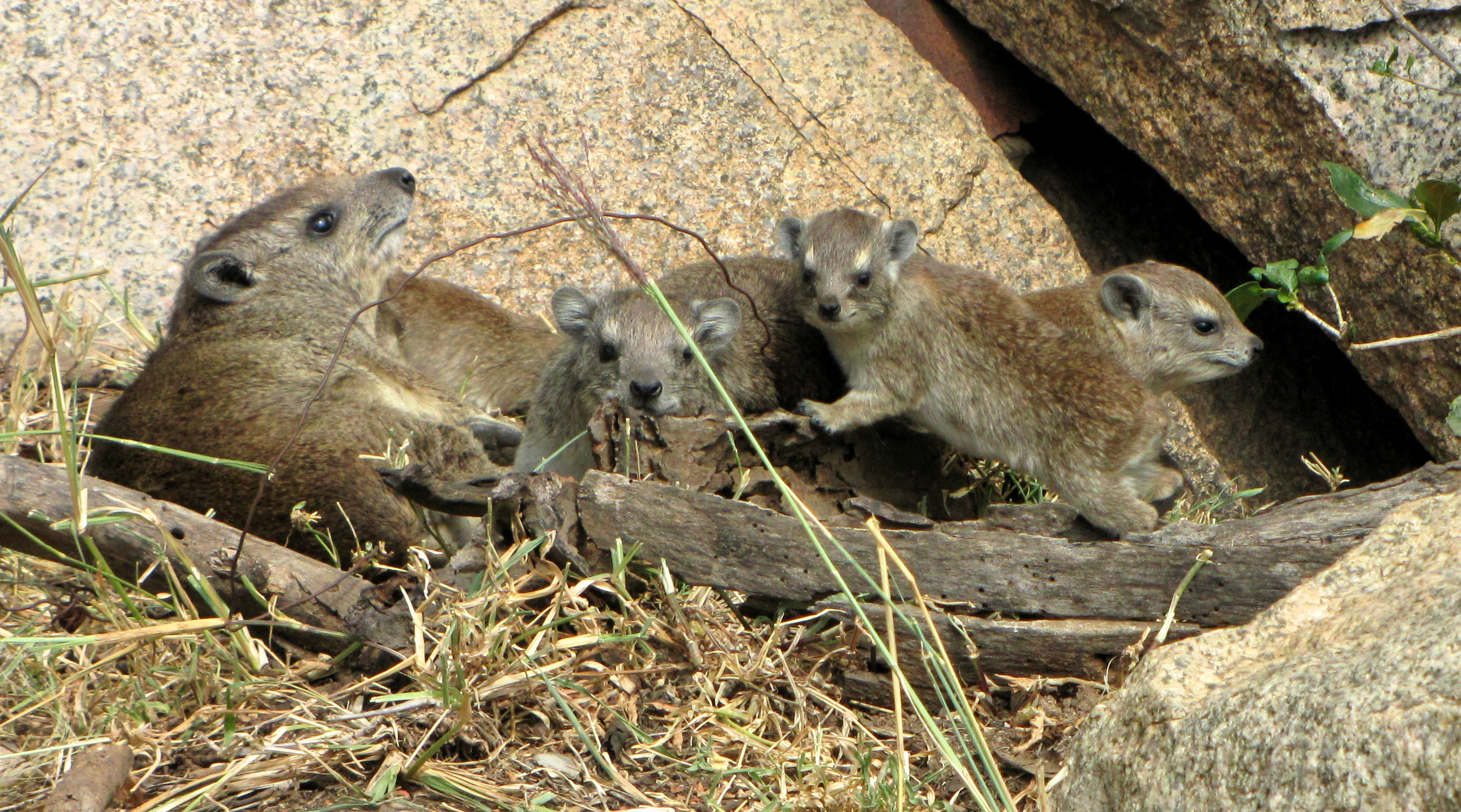
Egy család
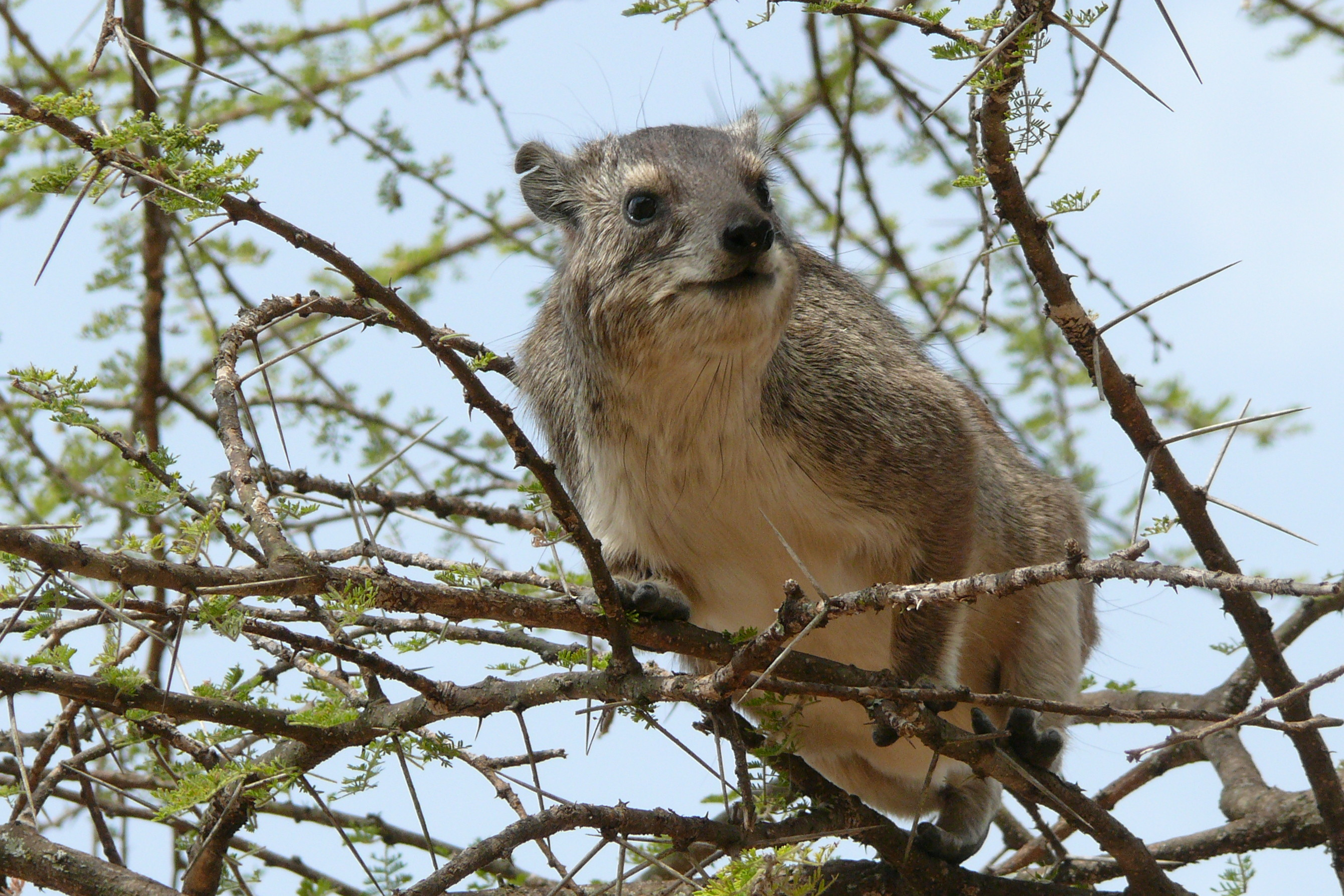
Egy fára mászó egyed

## Fordítás
- Ez a szócikk részben vagy egészben  a   Yellow-spotted rock hyrax című angol Wikipédia-szócikk ezen változatának fordításán alapul.  Az eredeti cikk szerkesztőit annak laptörténete sorolja fel. Ez a jelzés csupán a megfogalmazás eredetét és a szerzői jogokat jelzi, nem szolgál a cikkben szereplő információk forrásmegjelöléseként.